# Шамс уль-Мульк Наср
Шамс уль-Мульк Наср (д/н — 1080) — 2-й каган Західнокараханідського ханства у 1068—1080 роках. Відомий також як Наср-хан I, а за загальною нумерацією Караханідів рахується як Наср II.

## Життєпис
Походив з алідської гілки Караханідів. Син Ібрагіма I. 1068 року спадкував владу. Невдовзі вимушений був придушити заколот свого брата Шу'айса. Прийняв титул малік аль-машрік (володаря Сходу).
У 1072 році сельджуцький султан Алп-Арслан виступив проти Наср, проте випадково загинув на самому початку походу. Скориставшись цим, каган захопив міста Термез і Балх. 1073 року уклав союз з Ібрагімом I, султаном Газні.
У відповідь 1074 року новий султан Малік-шах відвоював обидва міста і рушив на Самарканд. Наср після нищівної поразки в битві біля Карші вимушений був домагатися миру, який було закріплено шлюбом сестри кагана — Туркан-хатун — і Малік-шаха.
З цього закріпив мирні відносини з сусідами. що сприяло подальшому економічному розвитку держави. також Наср зберіг статус Самарканда як наукового і культурного центру. Сюди прибув поет й науковець Омар Хаям.
У 1075—1079 роках за його наказом було зведено нову соборну мечеть в Бухарі і палац Шамсабад, великий караван-сарай Рабат Малік. Помер Шамс уль-Мульк Наср 1180 року. Йому спадкував брат Хизр-хан.